# Panopea bitruncata
Panopea bitruncata is een tweekleppigensoort uit de familie van de Hiatellidae. De wetenschappelijke naam van de soort is voor het eerst geldig gepubliceerd in 1872 door Conrad.